# Mirka Ltd.
Die Mirka Ltd. ist ein weltweit tätiges Unternehmen in Finnland, das sich auf die Entwicklung von Oberflächentechnik spezialisiert hat.

## Unternehmen

Mirka Produktionsstandort in Jeppo

Die Konzernzentrale, das Zentrum für Forschung und Entwicklung sowie eine Produktionsanlage mit Lager befinden sich in Jeppo an der Westküste Finnlands. Zwei weitere Mirka-Werke befinden sich in Karjaa und Jakobstad. 95 % der Produkte werden exportiert und weltweit über 18 Tochtergesellschaften und  Netzwerk aus Importeuren und Vertriebshändlern verkauft. Im Jahr 2018 erzielte Mirka mit 1.400 Mitarbeitern einen Umsatz von 287 Mio. Euro.
Tochtergesellschaften existieren in Deutschland, Großbritannien, Spanien, Frankreich, Italien, Schweden (Niederlassungen auch in Norwegen und Dänemark), Türkei, Russland, China, Singapur, Kanada, USA, Mexiko, Brasilien und Dubai.
Die deutsche Mirka GmbH mit Sitz in Sulzbach im Taunus ist seit 1980 Vertriebsniederlassung als 100-prozentiges Tochterunternehmen der finnischen KWH Mirka Ltd. Für die Länder Deutschland, Österreich und Schweiz werden Service, Beratung und Vermarktung von ca. 55 Mitarbeitern im In- und Außendienst geleistet.

## Produkte

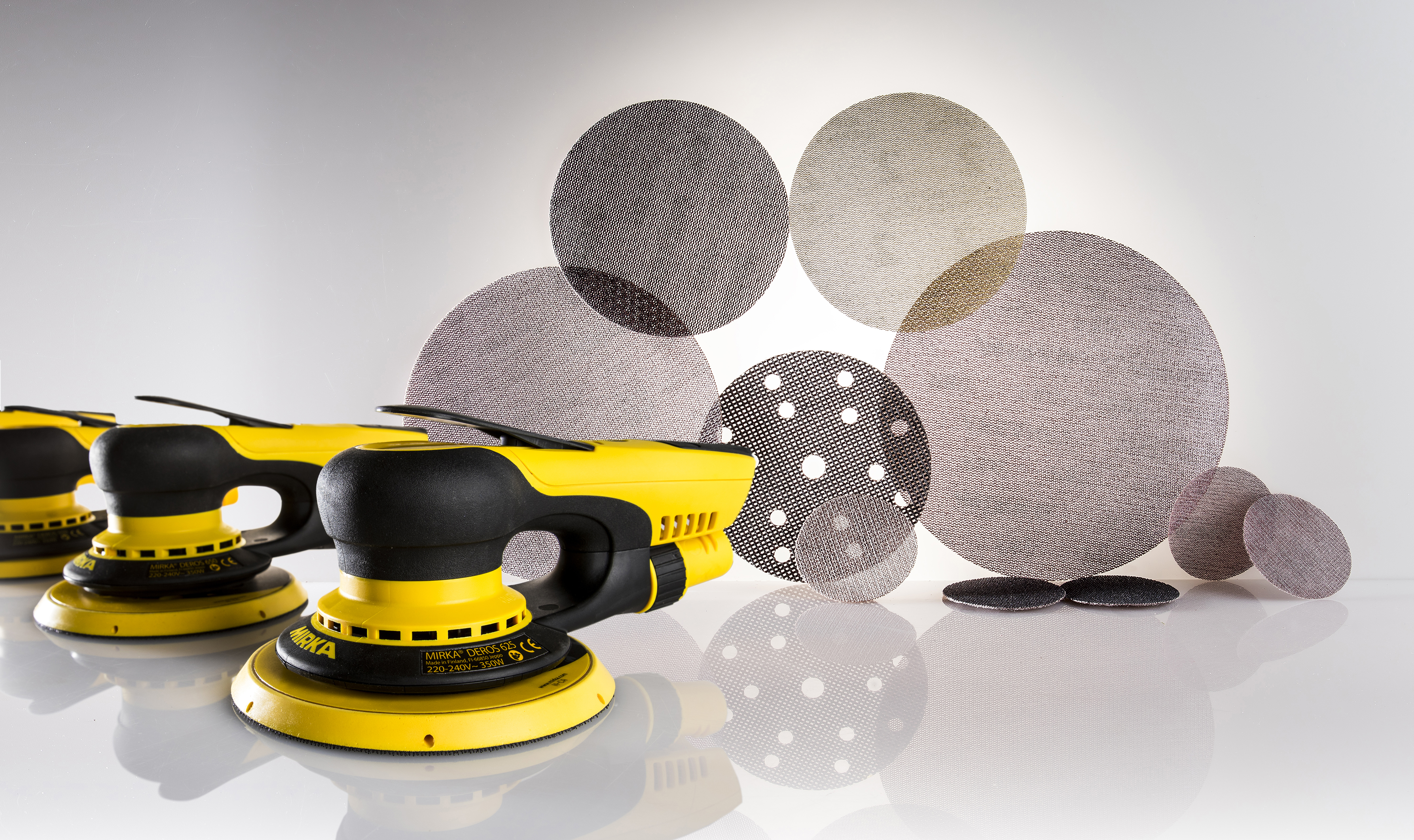
Mirka elektrischer Exzenterschleifer DEROS, Netzschleifmittel Abranet

Mirkas produziert und vertreibt Schleifmittel, Werkzeuge und Poliermittel sowie Schleifmaschinen, Zubehöre und Schleiflösungen. Die Produkte und Systeme werden für professionelle Anwender in den Branchen Fahrzeugbau und -reparatur, Industrie, Holz, Malerhandwerk und Bau entwickelt.

## Geschichte
Mirka wurde 1943 von dem finnischen Ingenieur Onni Aulo in Helsinki gegründet und begann 1946 mit der Produktion. 1962 war Mirka in die Stadt Jeppo an der Westküste Finnlands gezogen, wo sich die Konzernzentrale und das Werk befinden. Im Jahr 1966 wurde Mirka von der Oy Keppo Ab gekauft. 1973 wurden die beiden Unternehmen zusammengeführt. Bereits 1960 wurde ein großer Teil der Mirka Produkte in die USA sowie nach Großbritannien und Island exportiert. Dank der wachsenden Exportmärkte wurde die Produktion im Jahr 1965 mehr als verdoppelt. Ende der 1970er Jahre beliefen sich die Exporte auf 54 % des Umsatzes. Um auf dem internationalen Schleifmittelmarkt bestehen zu können, war es notwendig, sich von Massenprodukten abzugrenzen und sich stattdessen auf die Produktentwicklung und die Produktqualität zu konzentrieren. Im Jahr 1969 wurden die ersten Produkte in den Handel gebracht. Im selben Jahr wurde mit der Herstellung von selbstklebenden Scheiben begonnen. Da die neuen Produkte bessere Produktionsanlagen erforderten, wurde im Jahre 1972 beschlossen, in eine modernisierte Fabrik zu investieren. Im Jahr 1977 wurden Teile der Produktion nach Oravais verlegt. Das Werk in Oravais wurde schrittweise erweitert, zuletzt 2003. Die Fabrik in Jeppo wurde ebenfalls schrittweise während der 1980er und 1990er Jahre erweitert. Das automatisierte Lager steht in Jeppo. Es wurde im Jahr 1996 fertiggestellt. Im September 2004 wurden ein neues Gebäude, Halle 9, und Büroflächen eingeweiht.
Die ersten Vertriebsgesellschaften wurden in Großbritannien 1976 und in Deutschland im Jahr 1980 gegründet. Die Tochtergesellschaft in den USA wurde 1985 gegründet, gefolgt von Schweden und Frankreich im Jahre 1992, Italien 1995 und Spanien im Jahr 2003. Ein Export-Büro wurde 1996 in Malaysia gegründet und im Jahr 2000 nach Singapur verlegt und in eine Niederlassung ausgebaut. Im Jahr 2006 eröffnete Mirka Tochtergesellschaften in Brasilien und Mexiko sowie eine Repräsentanz in Shanghai, China.
Heute ist Mirka ein internationales Unternehmen und Mitglied der im Familienbesitz befindlichen KWH-Gruppe. In der Konzernzentrale und den vier Produktionsstandorten in Finnland werden 660 Mitarbeiter beschäftigt.